# Stressed Eric
Stressed Eric es una serie británica de animación para adultos producida por Absolutely Productions y animada por Klasky Csupo para el canal de televisión BBC Two del Reino Unido. La serie gira en torno a Eric Feeble, un hombre de clase media que siempre está estresado debido a su familia, trabajo, compañeros de trabajo, etc.

## Historia
Eric Feeble tiene 40 años y sigue trastornado por su divorcio de hace dos años. Vive en una casa de clase media en Londres y siempre se mantiene bajo cantidades extremas de presión y estrés de todos los aspectos de la vida, representada por una vena palpitante en su sien. Sus dos hijos, Claire y Brian, lo atormentan con miedo y preocupaciones todos los días. Claire es una frágil niña de seis años de edad que es alérgica a una amplia gama de cosas como el trigo, especias, etc.; Brian es un niño de diez años con problemas de aprendizaje que ha repetido tres años consecutivos en la escuela, tiene problemas de habla y pone todo en su boca. La niñera, María, es una portuguesa de dieciocho años de edad, con un serio problema de alcoholismo que, a pesar de los frecuentes intentos de Eric de mantenerla bajo control y enfocada, parece estar borracha todo el tiempo. Su exesposa, Liz, lo dejó por un budista y está tratando de encontrarse a sí misma, tarea que incluye entonar mantras, modelar vasijas y emborracharse ocasionalmente. Habla mal de Eric a sus hijos e insiste en llamarlo haciendo que su nivel de estrés sea cada vez mayor. Los vecinos de al lado, los Perfect, son perfectos y exitosos y le proporcionan una visión constante y dolorosa de lo que podría haber sido su vida.
El lugar de trabajo de Eric no es absolutamente ningún escape de sus problemas cotidianos. Su jefe, Paul Power (conocido como PP), le grita todo el tiempo, es grosero y exigente; él ha degradado a Eric de encargado auxiliar a un empleado de bajo nivel en una oficina intercalada entre el armario del conserje y el baño de hombres. Su secretaria, Alison, es completamente inútil, pasando todas sus "horas de trabajo" haciendo y tomando llamadas telefónicas personales y rechinando groseramente a Eric cuando pide su atención.
Al final de casi todos los episodios, mientras el clímax de los acontecimientos causan que el estrés de Eric alcance el punto de ruptura, la vena palpitante emerge de su sien y se envuelve alrededor de su cuello, estrangulándolo.

## Personajes

### Personajes principales
- Eric Feeble: Padre divorciado de dos niños. Eric es un hombre amable y bien intencionado que ama a sus hijos. Aunque amargo y sarcástico acerca de muchos aspectos de su vida, Eric realmente trata de sacar el máximo provecho de la situación y ama profundamente a sus hijos, haciendo todo lo posible para que se sientan orgullosos. Sin embargo, normalmente falla debido a su falta de culpa, y las raras veces que realmente lo hace bien, algo siempre pasa a arruinarlo.
- Claire Feeble: Hija de Eric; alérgica a casi todo. A pesar de esto, es una niña inteligente, curiosa y juguetona. Debido a sus alergias, tiene que comer comida de regulación especial, ya que la comida ordinaria inmediatamente la hace hincharse.
- Brian Feeble: Hijo de Eric; ha repetido en la escuela durante 3 años seguidos y siempre está poniendo cosas en su boca.
- Maria González: Niñera de la familia Feeble; es portuguesa y siempre está borracha o con resaca. Se toma la cerveza de la casa, se la pasa leyendo revistas y tiene sexo con motoqueros en el baño de la casa de Eric.

### Personajes secundarios
- Liz: La excéntrica exmujer de Eric .
- Ray Perfect: Snobbish y "perfecto" vecino de al lado. Comparte el lugar de trabajo de Eric, es alto y constantemente elogiado por su excelente trabajo.
- Señora Perfect: Esposa del Señor Perfect.
- Heather Perfect: Hija del señor y la señora Perfect.
- Paul Power: También conocido como PP; jefe de Eric, suele estar enojado la mayor parte del tiempo.
- Alison: La inútil secretaria de Eric que pasa todo su tiempo en el teléfono chismeando con amigos.
- Doc: Doctor demente y relajado, está más interesado en perseguir mujeres que tratar a Eric. Es lo más cercano que Eric tiene a un mejor amigo.
- Sra. Wilson: Una anciana que en cada capítulo trata de meter una carta en el buzón de Eric y nunca lo consigue.

## Emisión
La serie fue transmitida primero por BBC Two en abril de 1998 en Reino Unido. En su país, Stressed Eric obtuvo varios premios y se hizo tan popular que se editó un libro humorístico de autoayuda titulado: La guía de Eric para manejar el estrés. En Estados Unidos, el mismo año, fue transmitida por el canal NBC y no tuvo demasiado éxito; los directivos decidieron cambiarle la nacionalidad a Eric, convirtiéndolo en un norteamericano expatriado en Londres, lo que le quitó al programa su coherencia básica, motivó numerosos cambios de guion en una versión donde reemplazaban la voz de Mark Heap, voz de Eric, por la de Hank Azaria. En Latinoamérica tuvo un breve paso por HBO Ole durante 1998. Posteriormente, tanto en Latinoamérica como en España, se transmitió por el canal Locomotion entre los años 2000 y 2002.
| Temporada | Temporada | Episodios | Emisión original     | Emisión original      |
| Temporada | Temporada | Episodios | Primera transmisión  | Última transmisión    |
| --------- | --------- | --------- | -------------------- | --------------------- |
|           | 1         | 6         | 20 de abril de 1998  | 8 de junio de 1998    |
|           | 2         | 7         | 31 de agosto de 2000 | 11 de octubre de 2000 |